# Lachnomyrmex lattkei
Lachnomyrmex lattkei  (лат.) — вид муравьёв рода Lachnomyrmex из подсемейства Myrmicinae (Formicidae). Неотропика.

## Распространение
Южная Америка (Венесуэла).

## Описание
Мелкого размера муравьи коричневого цвета (длина тела около 3 мм). Длина головы рабочих (HL) 0,76 мм, ширина головы (HW) 0,72 мм. Отличается более тонкой бороздчатостью скульптуры тела, длинными и тонкими проподеальными шипиками и отсутствием длинных волосков в передней части брюшка. Стебелёк между грудкой и брюшком состоит из двух узловидных члеников (петиоль и постпетиоль).
Вид был впервые описан в 2008 году американскими мирмекологами Карлосом Роберто Ф. Брандао (Brandao, Carlos R. F.) и Родриго М. Фейтоза (Feitosa, Rodrigo M.). Видовое название дано в честь американского энтомолога Джона Латтке (Dr. John E. Lattke; Museo Inst.Zoologia Agricola Universidad Central de Venezuela Apartado, Maracay, Венесуэла), много лет исследующего муравьёв Южной Америки.

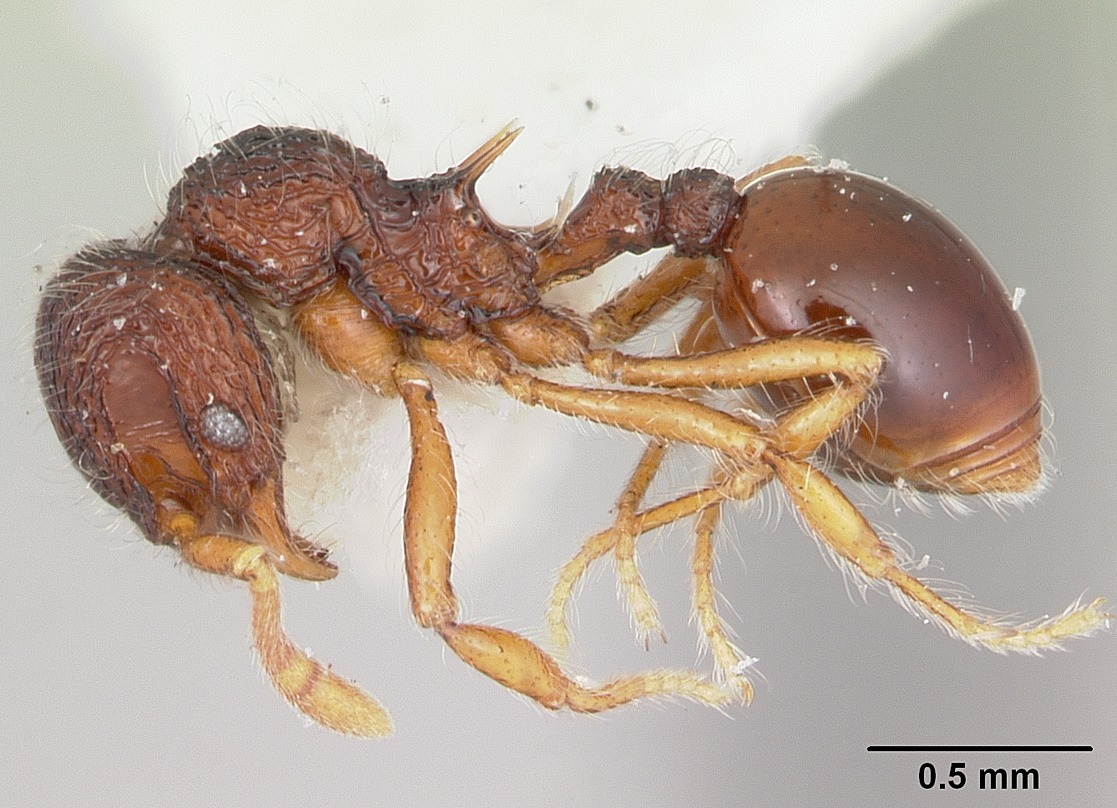
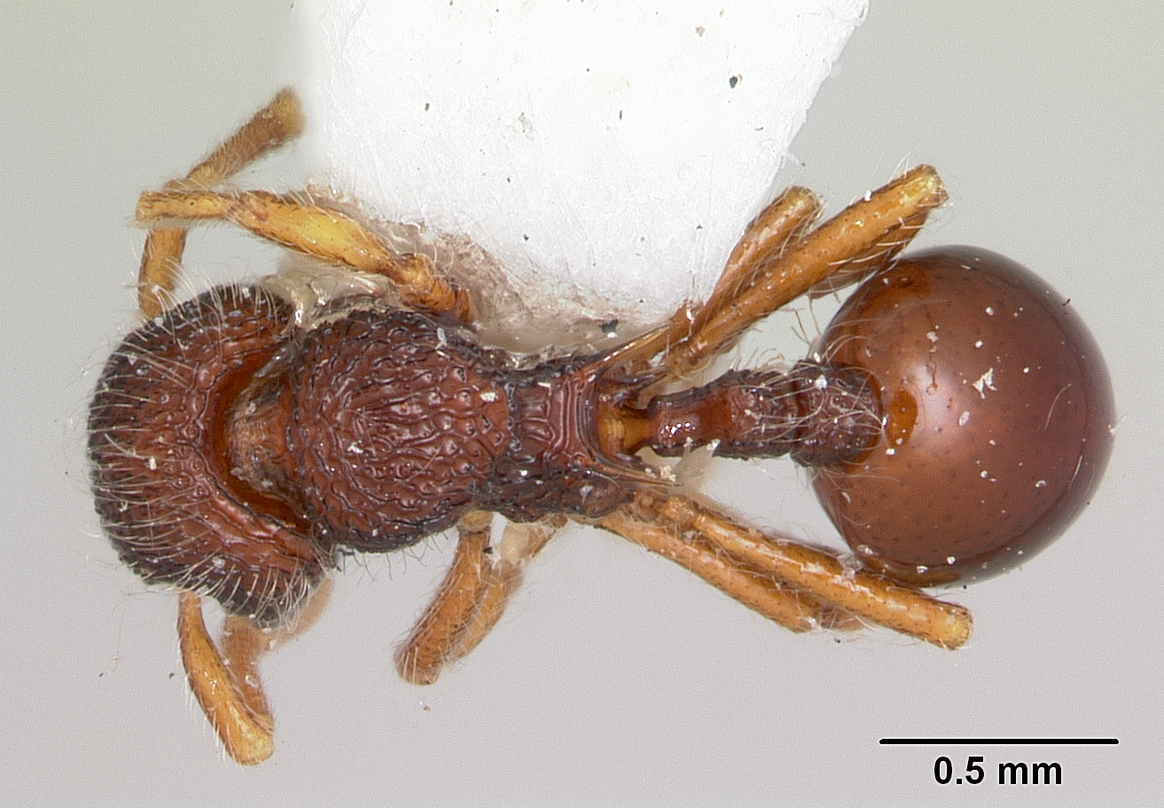